# آرتور کوپر (بازیکن فوتبال، زاده ۱۸۹۵)
آرتور کوپر (انگلیسی: Arthur Cooper؛ زادهٔ 1895) بازیکن فوتبال اهل پادشاهی متحد بریتانیای کبیر و ایرلند است.